# Ленк, Мария
Мария Эмма Хулга Ленк Циглер (порт. Maria Emma Hulga Lenk Zigler; 15 января 1915, Сан-Паулу — 16 апреля 2007, Рио-де-Жанейро) — бразильская пловчиха, единственная представительница своей страны в Зале славы мирового плавания.
Мария Ленк является первой бразильской пловчихой, которой покорился мировой рекорд. Она считается пионером современного плавания, так как она является первой женщиной, которая использовала баттерфляй на соревнованиях. Это привело к выделению из брасса нового стиля плавания. Именно в плавании брассом Мария Ленк участвовала на летних Олимпийских играх 1936 года.

## Биография
Она является дочерью немецких мигрантов Пола и Розы Ленк, которые приехали в Бразилию в 1912 году. Её сестра Зиглинда Циглер также занималась плаванием, а брат — баскетболист Эрнесто Ленк.
Мария Ленк скончалась в возрасте 92 лет.

## Карьера
После заболевания пневмонией, родители решили, что плавание будет полезно для здоровья их 10-летней дочери. В отсутствие бассейнов в Сан-Паулу, Мария Ленк начала плавать в реке Тиете, которая в 1925 году ещё не была загрязнена.
Мария Ленк четырежды становилась победительницей заплыва на реке Тьете с 1932 по 1935 годы .
В семнадцать лет она приняла участие в турнирах международного уровня. Она стала первой южноамериканской женщиной, которая участвовала в Олимпийских играх в Лос-Анджелесе в 1932 году.
Мария вместе с 68 другими спортсменами из бразильской команды платили за поездку на Олимпиаду в Лос-Анджелесе средствами, вырученными от продажи кофе, который они взяли в трюм корабля.
Ей не удалось выиграть медали на Олимпийских играх, но она первой представила технику плавания баттерфляем, представив её на Летних Олимпийских играх 1936 года в Берлине в соревнованиях в плавании брассом.
Во время подготовки к несостоявшимся Олимпийским играм в Токио она побила два мировых рекорда в плавании брассом на 200 и 400 метров, став первой и единственной бразильянкой, достигнув такого результата.
Рекорд на дистанции 400 метров брассом 6.15,80 был установлен 11 октября 1939 года в бассейне Клуб де Регатас Гуанабара . В следующем месяце Ленк проплыла дистанцию вдвое короче за 2.56,90.
Олимпийские игры 1940 года не состоялись из-за Второй мировой войны, что вызвало большое разочарование.
Она была фаворитом в своей дисциплине, главным претендентом на олимпийскую золотую медаль. Лишь спустя 68 лет бразильская женщина сумела завоевать олимпийское золото — Маурен Магги выиграла прыжок в длину на Олимпийских играх в Пекине.
В начале 40-х годов она была единственной женщиной в южноамериканской делегации пловцов, которая совершила поездку по Соединённым Штатам; Мария Ленк побила двенадцать американских рекордов и во время своего пребывания в США получила образование по физическому воспитанию в Иллинойсском университете в Спрингфилде.
В 1942 году она помогла основать Национальную школу физического воспитания в Университете Бразилии в Рио-де-Жанейро и стала пожизненным членом Американского общества плавания.
На сегодняшний день ей всё ещё принадлежат несколько мировых рекордов в категории мастерс. В 1988 году Мария Ленк была включена в Зал славы Международной федерации плавания.
Мария Ленк приняла участие на чемпионате мира 2000 года в Мюнхене в возрастной категории 85-90, завоевав пять золотых медалей: на дистанциях 100 метров брассом, 200 метров вольным стилем, 200 метров на спине, 200 метров комплексным плаванием и 400 метров вольным стилем. После окончания турнира Марию Ленк стали называть «возрастным Марком Спитцем», сравнивая её достижение с семью золотыми медалями, которые американский пловец выиграл на летних Олимпийских играх 1972 года в Мюнхене.
В 2003 году она выпустила книгу «Долголетие и спорт». До последних дней жизни она плавала около 1500 метров в день.

## Признание
В 1988 году Мария Ленк стала членом Зала славы мирового плавания, став первым представителем Бразилии, удостоенным быть в него включённым.
13 января 2007 года построенный стадион к Панамериканским играм 2007 года в Рио-де-Жанейро получил название «Водный центр имени Марии Ленк»; на этой арене проходили соревнования в синхронном плавании, по прыжкам в воду и водному поло на Олимпиаде-2016.
В 2015 году она вошла в список «10 великих женщин, которые вошли в историю Рио».